# Рафшторы

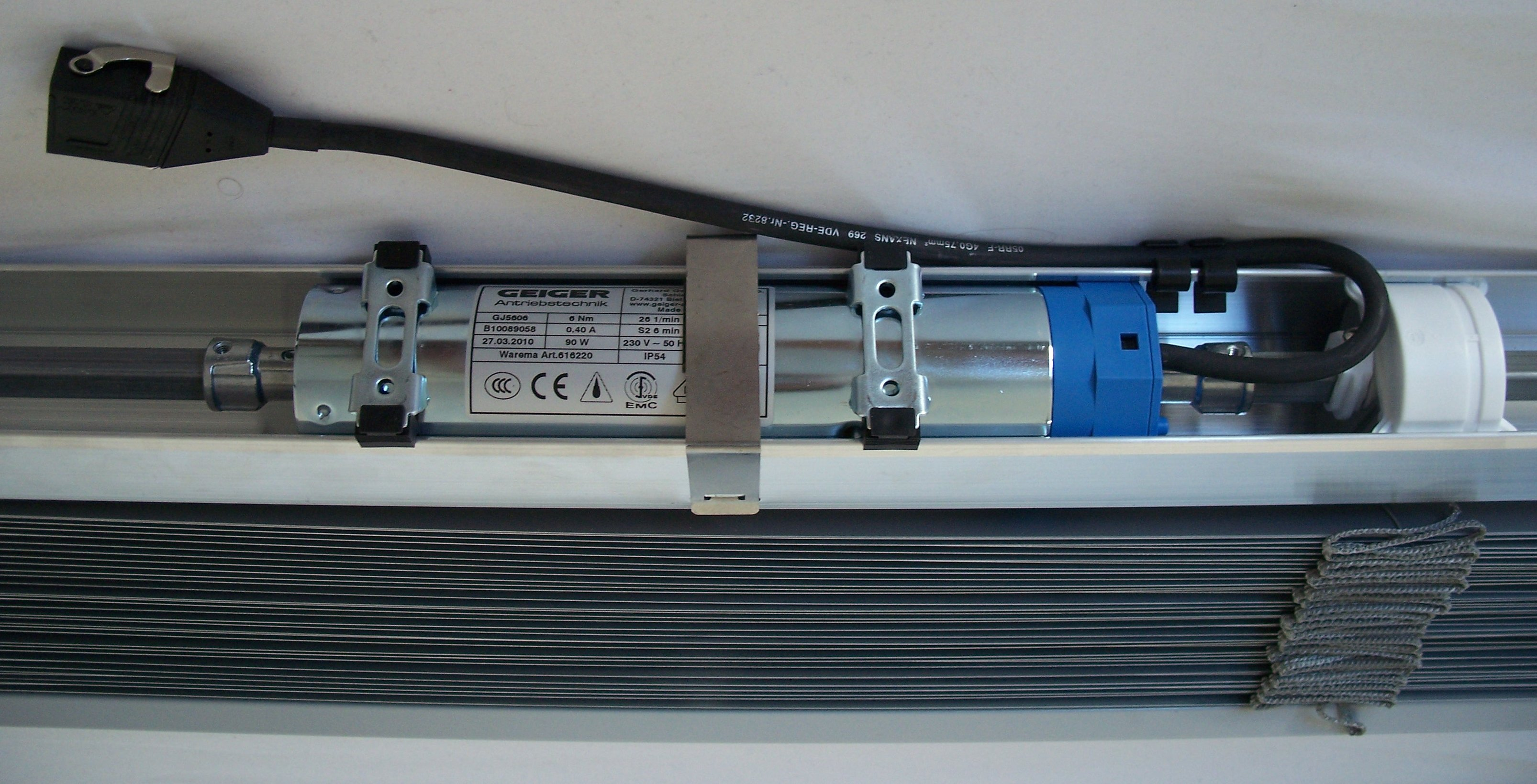
Привод внешних жалюзи.

Рафшторы (внешние жалюзи, от нем. Raffstore, англ. External\Outdoor Venetian Blinds) представляют особый вид внешних солнцезащитных устройств, фактически являющийся жалюзи. Разница состоит в том, что рафштора монтируется снаружи перед оконным проёмом или стеклом, в то время как обычные жалюзи расположены внутри помещения, к тому же рафшторы более эргономичны. Они обеспечивают защиту от солнечного тепла самого окна, но изменяют фасад здания, что может быть недопустимо для исторических зданий. Многими воспринимаются как предмет интерьера. Ламели рафштор изготовляют обычно из полированного алюминия, и по сравнению с обычными жалюзи они имеют большую жёсткость и прочность, соответствующую более жёстким условиям эксплуатации.

## Общие сведения
Отличительной чертой отсекающих внешних солнцезащитных устройств и большим преимуществом такого метода солнцезащиты является отражение солнечного света и теплового излучения ещё до попадания их на поверхность оконных стёкол, что позволяет повысить эффективность внутреннего микроклимата в помещениях. Рафшторы могут значительно сэкономить затраты на использование систем кондиционирования. Температура в офисах использующих рафшторы в летние солнечные дни снижается на 3-5 градусов. А зимой действие рафштор тоже позитивное — они не пропускают тепловое излучение из помещения.
Другой отличительной чертой рафшторы является возможность эффективного перераспределения света, что является актуально при работе за компьютером. Плоские пластины, из которых состоит рафштора, могут быть расположены под разным углом — в полузакрытом состоянии нижняя часть закрывает монитор компьютера от солнечного света. Верхняя же часть открыта и ламели направляют падающий свет на потолок, откуда он распределяется по всему помещению. Это позволяет осветить именно те участки комнаты, которые необходимо, при этом, не используя искусственное освещение.
Рафшторы могут являться деталью оформления зимних садов. Растения зимних садов особенно нуждаются в регулировании поступления солнечного света, которого не должно быть слишком мало, и слишком много, чтобы избежать эффекта парника.

## Преимущества
- Дают возможность снизить расходы на кондиционирование[1] и обогрев, вследствие отражения солнечных лучей до попадания их в помещение.
- Позволяют регулировать интенсивность попадания солнечного света внутрь помещения.
- Долговечность работы конструкции, вследствие применения устойчивых к УФ и к воде материалов — алюминия и нержавеющей стали.
- Обеспечивают отличную шумоизоляцию и защиту от вандализма.[источник не указан 1268 дней]
- Возможность автоматизации.[1]
- Возможность окраски.[источник не указан 1268 дней]